# Fallout Shelter
Fallout Shelter é um jogo eletrônico gratuito para jogar de gênero simulação para dispositivos portáteis desenvolvido pela Bethesda Game Studios, juntamente com a Behaviour Interactive, e publicado pela Bethesda Softwork. Sendo parte da série Fallout, o jogo foi lançado em todo o mundo para dispositivos iOS em 14 de junho de 2015, para dispositivos Android em 13 de agosto de 2015, para Microsoft Windows 10 em 14 de julho de 2016, Xbox One no dia 7 de fevereiro de 2017 e para Steam no dia 29 de Março de 2017, PlayStation 4 em 11 Junho de 2018. O jogo obriga o jogador a construir e gerenciar seu próprio Vault, um abrigo nuclear.
Desde seu lançamento, Fallout Shelter tem recebido críticas positivas em geral. Os críticos gostaram da extensão do jogo para o universo de Fallout, a jogabilidade principal e o seu estilo visual. Porém, as críticas comuns incluíam a falta de profundidade do jogo, o uso desnecessário de microtransações e a falta de um final. O jogo arrecadou US$ 5,1 milhões em vendas de microtransação nas duas primeiras semanas após seu lançamento.

## Jogabilidade
O jogador, na posição de administrador de um abrigo nuclear, utiliza recursos básicos como energia, água e alimento para manter os habitantes vivos. No início o abrigo possui já alguns habitantes, que devem ser posicionados em um dos vários quartos para começarem a trabalhar em diversas coisas, como produzir água, alimento, energia, trabalhar na estação de rádio, produzir Rad-Away e Stimpaks, etc. Novos sobreviventes aparecem na porta do abrigo nuclear de tempos em tempos, podendo então serem adicionados ao restante da população. É também possível aumentar a população através da procriação entre os membros existentes, nos quartos. Fallout Shelter utiliza caps ("tampinhas" em inglês) como moeda para a expansão do abrigo, as quais podem ser adquiridas com a "aceleração" da produção de recursos em quartos existentes, ou através da compra de "lancheiras" com dinheiro.
O jogo também possui um básico sistema de RPG no qual os moradores ganham experiência e evoluem com o tempo, podendo também serem equipados com uma arma, uma roupa ou um animal de estimação, que melhoram seus atributos. O jogador pode também enviar seus habitantes para explorar o mundo fora do abrigo.

## Recepção
Fallout Shelter foi bem recebido pela crítica, com uma pontuação média de 73 no Metacritic, tendo sido elogiado principalmente por sua apresentação gráfica e senso de humor. Alguns críticos, como Owen Faraday do site Pocket Tactics, elogiaram a maneira como o jogo lida com a necessidade de gastar dinheiro para avançar no jogo, enquanto outros, como Ebenezer Samuel do Daily News, criticaram o sistema, afirmando que as lancheiras, único objeto que pode ser comprado com dinheiro, são relativamente raras, dada sua importância.

### Vendas
No dia em que foi lançado, Fallout Shelter tornou-se o terceiro maior jogo que arrecadou nos dispositivos iOS pela App Store. Em 16 de julho de 2015, duas semanas após o lançamento, o jogo faturou US$ 5,1 milhões em vendas por meio de microtransações.